# Caça às bruxas na Suécia

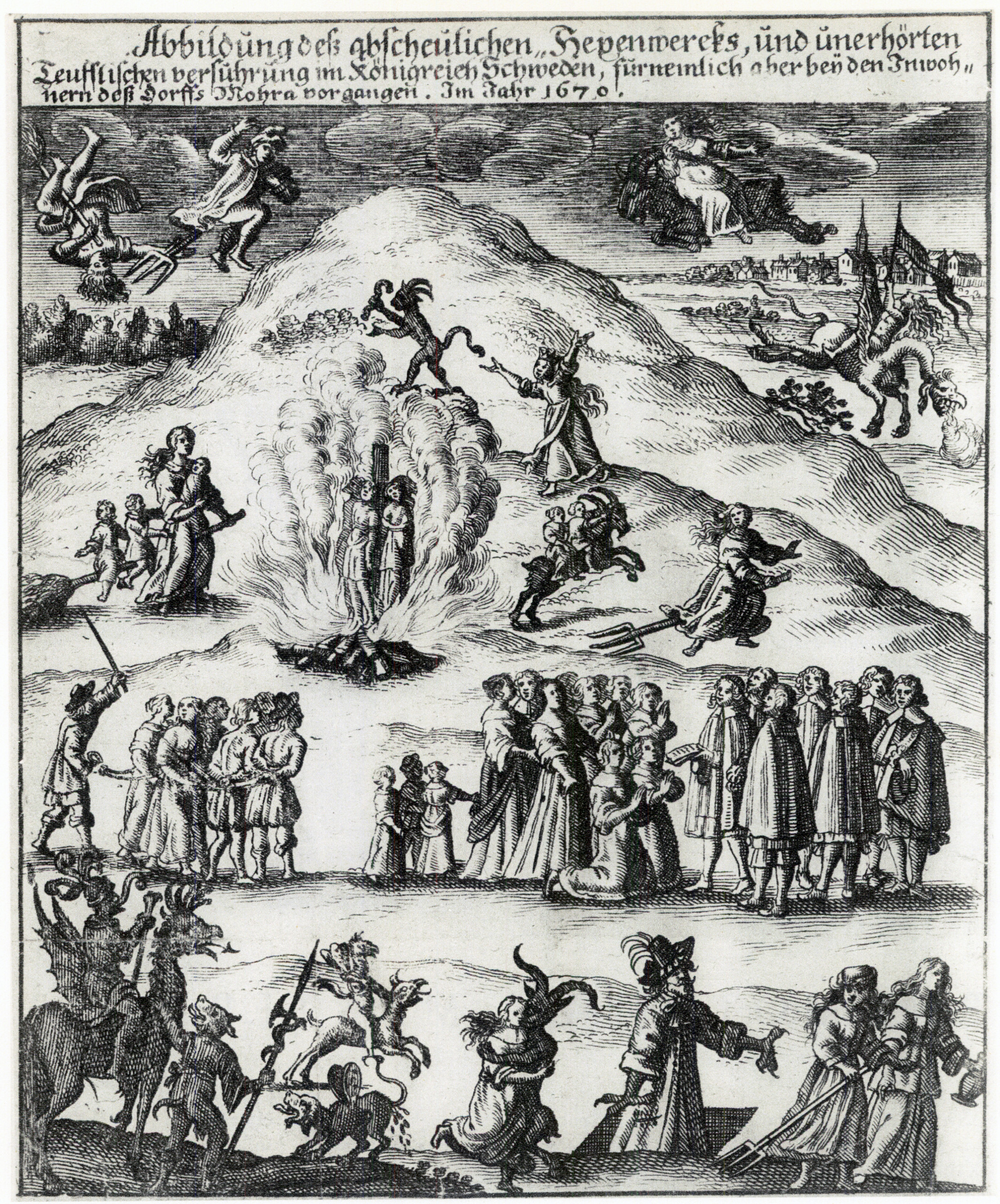
Execução de bruxas em Mora na Suécia (Häxprocesserna i Mora) Imagem alemã de 1670.

As perseguições às bruxas na Suécia (häxprocesser) foram uma série de perseguições religiosas, políticas e sociais ocorridas na atual Suécia e Finlândia  entre os séculos  XV e XVIII, sendo comparativamente menores do que outros países europeus. Apesar de um grande foco em um período de 8 anos, entre 1668 e 1676, o início das perseguições são datados desde o começo do século XVI, com a reforma protestante sueca, com centenas de mortes entre 1492 e 1704.

## As caças bruxas até 1608
Na Idade Média, a feitiçaria não era considerada um crime grave. A feitiçaria foi criminalizada na Suécia (e na Finlândia) pela Lei do Condado de 1350, que estabelecia a pena de morte para feitiçaria apenas se fosse combinada com assassinato (maleficium), mas não há casos confirmados de que alguém tenha sido realmente executado por feitiçaria na Suécia durante a Idade Média. A lei continuou válida até 1608.
No século XVI, a lei começou a ser interpretada de forma mais rigorosa. Durante o período entre a Reforma Sueca, em 1527, e 1596, houve cerca de 100 julgamentos de bruxas na Suécia, que podem ter resultado em dez mortes no total. Esses julgamentos ocorreram principalmente em Småland e Götaland. A causa desse aumento repentino são variadas. Dentre as possibilidades, Atle Hesmyr sugere as tentativas dos reis da Suécia, assim como os reis da Dinamarca-Noruega, de impedir que os laços entre os camponeses nas fronteiras continuasse como um empecilho nas campanhas militares de ambos os reinos.
Em 1597, três mulheres em Hälsingland foram acusadas de voar sobre "montanhas e vales" até Blåkulla, onde tiveram relações sexuais com Satanás, um dos primeiros casos de mulheres na Suécia acusadas de terem comparecido a um sabá das bruxas. Casos notáveis foram os de Brita Pipare e Geske, na capital Estocolmo, que também incluíam descrições de bruxaria do tipo que se tornaria a moderna no continente. No entanto, a antiga lei sueca sobre feitiçaria não foi elaborada para lidar com casos de bruxaria da mesma forma que eram praticados na vizinha Alemanha, e sentenças de morte não podiam ser proferidas nesses casos porque a lei não previa a pena de morte por conluio com o Diabo.

## O "Grande barulho"
A maior e mais infame caça as bruxas na suecia ocorreu entre os anos de 1668 e 1676, popurlamente chamada de o "Grande Barulho" (det stora oväsendet) foi uma histeria de massas com uma grande intensificação durante  Guerra da Escânia. Ao todo foram executadas 300 pessoas na Dalecárlia, Norlândia e Estocolmo.Uma particularidade da época é a taxa especialmente maior de condenações femininas, que pode ser explicada com maior parte da população masculina adulta sendo recrutada justamente para a Guerra da Escânia . Eles ocorreram principalmente no norte da Suécia e na antiga província dinamarquesa de Bohuslän.
A caça às bruxas começou quando Lars Elvius, pastor da igreja de Älvdalen, em Dalarna, interrogou a pequena pastorinha Gertrud Svensdotter, que apontou Märet Jonsdotter por tê-la sequestrado para o Sabá das Bruxas de Satanás em Blockula. Isso se expandiu para um grande julgamento em Mora, em Dalarna, em 1668, onde 17 pessoas foram condenadas à morte por sequestrarem crianças para Satanás. As crianças que eram supostas vítimas e testemunhas também foram punidas (não por terem testemunhado, mas por terem estado com Satanás e participado do Sabá, ainda que sequestradas) - em Mora, 148 crianças foram condenadas a serem chicoteadas ou a correr o risco.

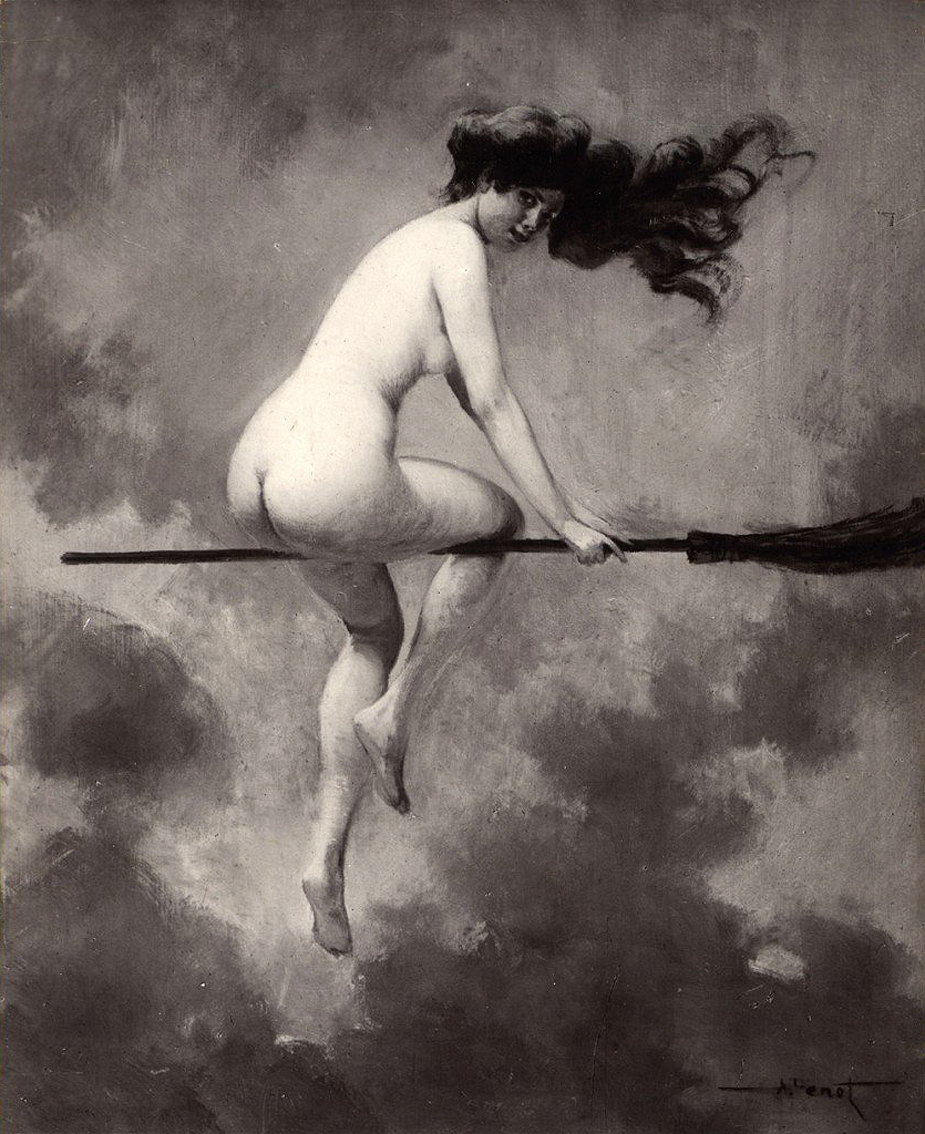
Bruxa montada em vassoura (Albert Joseph Pénot, 1910)
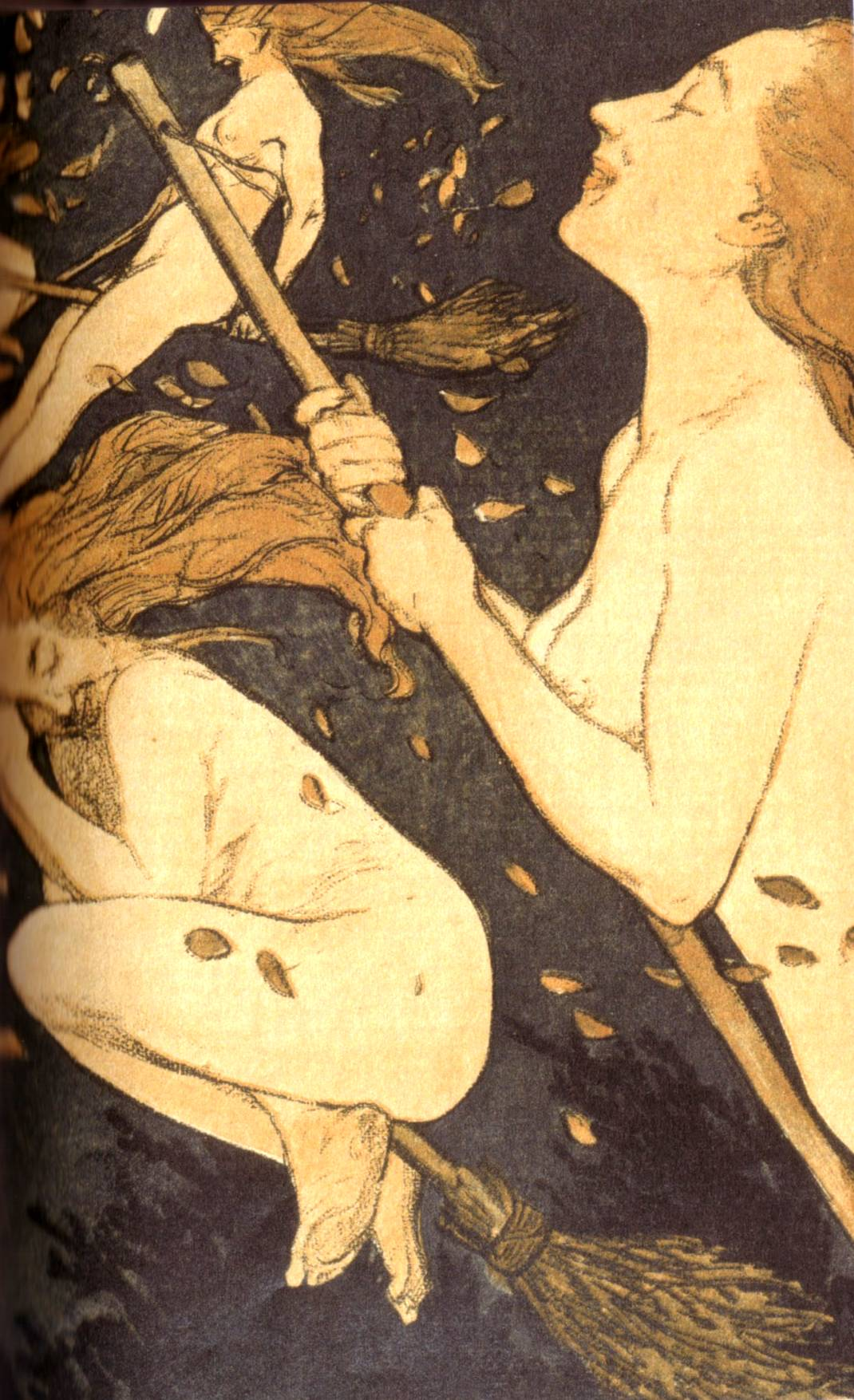
Bruxas festejando o Sabt